# EKZ CrossTour 2020-2021
 (septembre 2022).
 (septembre 2022).
Si vous disposez d'ouvrages ou d'articles de référence ou si vous connaissez des sites web de qualité traitant du thème abordé ici, merci de compléter l'article en donnant les références utiles à sa vérifiabilité et en les liant à la section « Notes et références ».
Navigation
2019-2020
L'EKZ CrossTour 2020-2021 est la septième édition de l'EKZ CrossTour. Il a lieu du 13 septembre 2020 à Baden au 2 janvier 2021 à Hittnau. Elle comprend trois manches masculines et féminines. Toutes les épreuves font partie du calendrier de la saison de cyclo-cross 2020-2021 masculine et féminine.

## Barème
Tous les participants de chaque course marquent des points pour le classement général suivant le tableau suivant :
| Position           | 1er | 2e | 3e | 4e | 5e | 6e | 7e | 8e | 9e | 10e | 11e | 12e | 13e | 14e | 15e | etc.      | à partir du 35e |
| Classement général | 100 | 80 | 70 | 65 | 60 | 58 | 56 | 54 | 52 | 50  | 48  | 46  | 44  | 42  | 40  | 38, 36... | 1               |

## Calendrier
| # | Date         | Course  |
| - | ------------ | ------- |
| 1 | 13 septembre | Baden   |
| 2 | 18 octobre   | Berne   |
| 3 | 2 janvier    | Hittnau |

## Hommes élites

### Résultats
| # | Date         | Lieu    | Vainqueur              | Deuxième          | Troisième    | Leader du classement général |
| - | ------------ | ------- | ---------------------- | ----------------- | ------------ | ---------------------------- |
| 1 | 13 septembre | Baden   | Lars Forster           | Vincent Baestaens | Kevin Kuhn   | Lars Forster                 |
| 2 | 18 octobre   | Berne   | Michael Vanthourenhout | Vincent Baestaens | Felipe Orts  | Vincent Baestaens            |
| 3 | 2 janvier    | Hittnau | Kevin Kuhn             | Timon Rüegg       | Lars Forster | Kevin Kuhn                   |

### Classement général
| Position | Coureur           | Points |
| -------- | ----------------- | ------ |
| 1        | Kevin Kuhn        | 226    |
| 2        | Timon Rüegg       | 190    |
| 3        | Lars Forster      | 170    |
| 4        | Loris Rouiller    | 170    |
| 5        | Vincent Baestaens | 160    |
| 6        | Lander Loockx     | 155    |
| 7        | Lukas Flückiger   | 137    |
| 8        | Gilles Mottiez    | 128    |
| 9        | Michael Boroš     | 124    |
| 10       | Joris Ryf         | 104    |

## Femmes élites

### Résultats
| # | Date         | Lieu    | Vainqueur         | Deuxième          | Troisième    | Leader du classement général |
| - | ------------ | ------- | ----------------- | ----------------- | ------------ | ---------------------------- |
| 1 | 13 septembre | Baden   | Elisabeth Brandau | Nicole Koller     | Nicole Göldi | Elisabeth Brandau            |
| 2 | 18 octobre   | Berne   | Denise Betsema    | Maghalie Rochette | Manon Bakker | Nicole Koller                |
| 3 | 2 janvier    | Hittnau | Christine Majerus | Elisabeth Brandau | Eva Lechner  | Nicole Koller                |

### Classement général
| Position | Coureur           | Points |
| -------- | ----------------- | ------ |
| 1        | Nicole Koller     | 200    |
| 2        | Elisabeth Brandau | 180    |
| 3        | Rebecca Gariboldi | 155    |
| 4        | Lara Krähemann    | 146    |
| 5        | Zina Barhoumi     | 146    |
| 6        | Monique Halter    | 126    |
| 7        | Noëlle Rüetschi   | 122    |
| 8        | Sophie de Boer    | 114    |
| 9        | Christine Majerus | 100    |
| 10       | Denise Betsema    | 100    |